# نیروگاه برق آبی اوانگر
نیروگاه برق آبی اوانگر (به لاتین: Evanger Hydroelectric Power Station) یک نیروگاه برقابی در نروژ است که در ووس واقع شده‌است.